# Ilhas Órcades do Sul

Mapa das Órcades do Sul.

As ilhas Órcades do Sul formam um arquipélago antártico situado a sudeste da ilha Grande da Terra do Fogo, a sul das ilhas Aurora (Cormorão e Rochas Negras), a sudoeste da ilha de São Pedro (a maior das Geórgias do Sul) e a nordeste da Península Antártica. Fazem parte do Território Antártico Britânico desde 1962, e antes dessa data eram parte da Dependência das ilhas Malvinas. Sob o Tratado da Antártida de 1959, a soberania sobre estas ilhas não é reconhecida nem disputada pelos signatários e estes são livres de as usar para fins não militares. Assim, há sobreposição de jurisdição, uma vez que as ilhas fazem parte da província da Argentina denominada Terra do Fogo, Antártida e Ilhas do Atlântico Sul. A Marinha Argentina mantém uma base permanente nas ilhas desde 1904.

## Geografia
As Órcades do Sul, com área de cerca de 622 km², constam de duas ilhas principais: Coroação (com 457 km²) e Laurie (com 86 km²), e ilhas satélites de ambas chamadas Larsen, Powelh, Signy e Robertson.
As ilhas Inacessíveis, situadas a umas 15 milhas náuticas a oeste da ilha Coroação, são consideradas parte do arquipélago.
Como as ilhas Aurora, Geórgias do Sul, Sandwich do Sul e os arquipélagos mais próximos da Península Antártica, fazem parte do chamado Arco Antilhano Austral ou das Antilhas do Sul.

## Clima

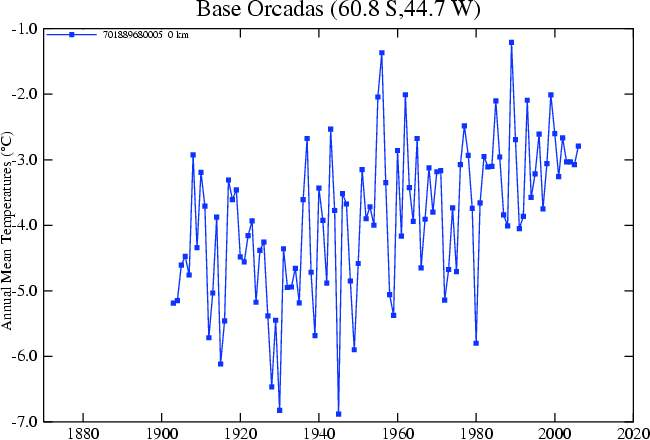
Temperaturas médias do ar, de 1901 a 2007 (NASA).

Dada seu latitude e as correntes oceânicas provenientes do sul, o clima das Órcades do Sul é nival, embora se distingam claramente dois períodos: o do prolongado verão antártico e o do prolongado inverno antártico. A temperatura média anual, ao nível do mar, é de -4,2 °C; +0,2 °C durante Janeiro (o mês mais quente do verão) e de -8,5 °C durante Julho (o mês mais frio do inverno); as temperaturas extremas registadas durante o período 1903-2005 pela estação meteorológica argentina , têm sido - sempre ao nível do mar - de um máximo de 12 °C em verão e de -44 °C em inverno, notando-se um ligeiro aumento não significativo (estatisticamente) de 1,5 °C, em cem anos, das médias térmicos no termómetro da estação meteorológica.

## Relevo
O relevo das ilhas é acidentado, com montanhas e pequenos planaltos, orografia onde se movem glaciares que cobrem grande parte da área insular. O cume deste arquipélago é o monte Nívea na ilha Coroação, de 1266 m de altitude (as medições altimétricas têm alguma variação, pois alguns textos registam 1267 m).

## Fauna e flora
Durante o verão abunda a fauna de cetáceos e pinípedes bem como a avifauna antártica: pinguins, mergulhões, petréis, albatrozes, escuas ou skuas, pombas antárticas. Durante o inverno a banquisa de gelo cobre o oceano nessas latitudes e reduz drasticamente a fauna de superfície. A flora macroscópica autóctone reduz-se a algas que se encontram nas costas, a musgos e, especialmente, às simbioses de algas e fungos, os líquenes.

## História

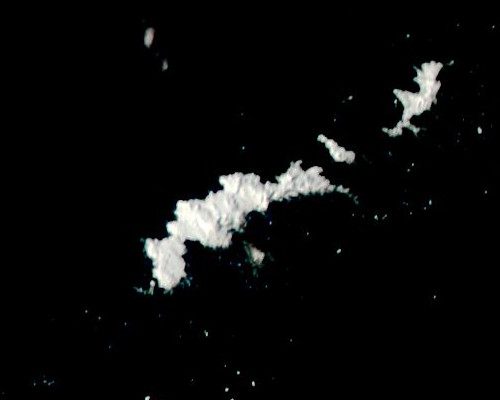
Imagem de satélite do arquipélago.

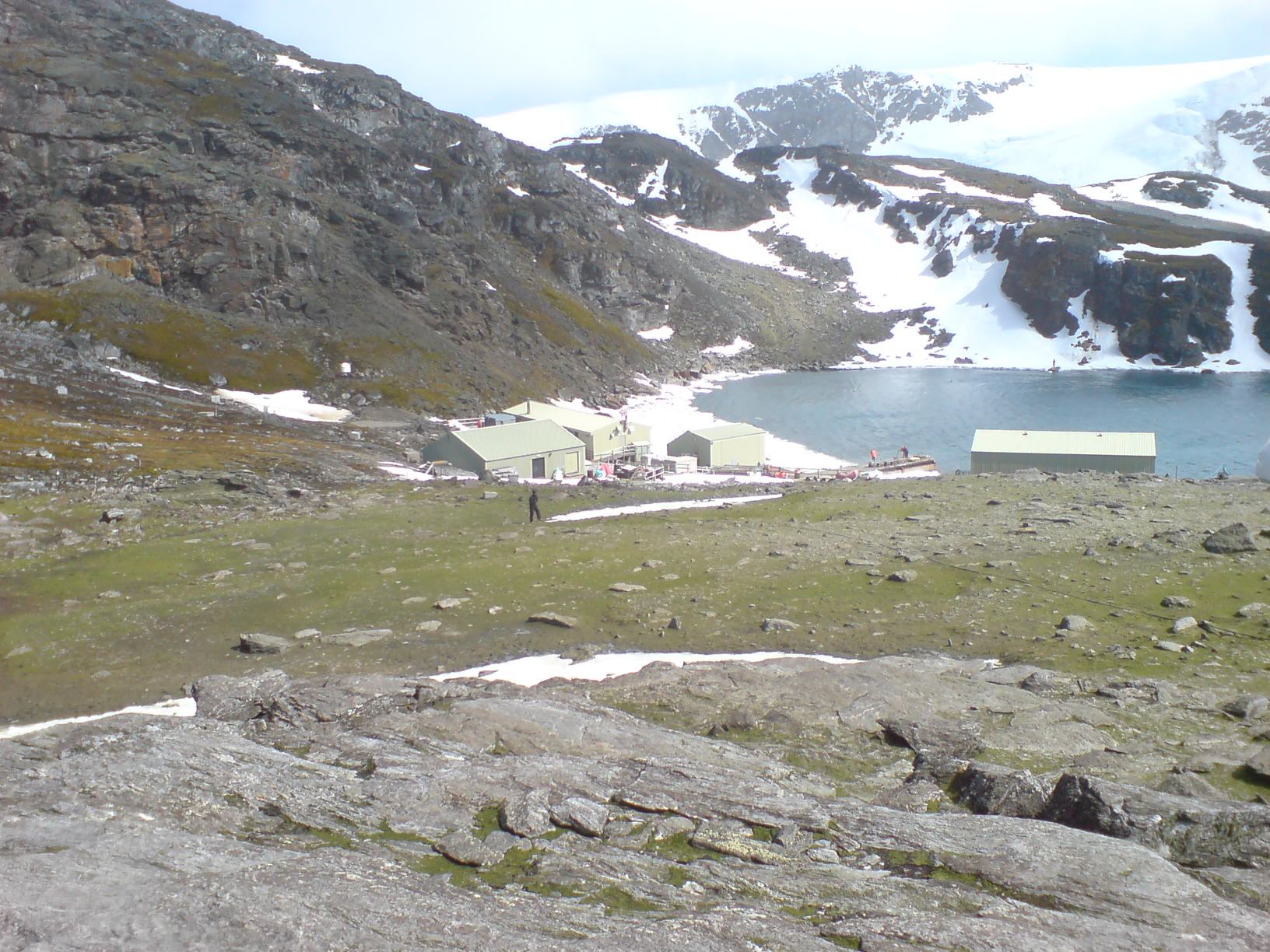
Base Signy.

Muito provavelmente as Órcades do Sul foram descobertas no século XVII por Gabriel de Castilha, que procurava chegar à Terra Australis Incognita a partir de portos nos actuais territórios do Peru e do Chile. As ilhas, tal como todas as Antilhas do Sul e a Península Antártica, foram frequentemente visitadas por caçadores de focas e baleias de diversas nacionalidades (espanhóis da Europa e da América do Sul, ingleses etc.) já no século XVIII.
As primeiras noticias documentadas de descoberta indicam a chegada de dois caçadores de focas em 1821: o norte-americano Nathaniel Palmer e o britânico George Powell. Powell batizaria a ilha Coroação em homenagem ao ano da coroação do monarca britânico Jorge IV e chamou ao arquipélago grupo Powell. Em 1823, James Weddell com o seu navio Jane visitou as ilhas, e deu-lhes o seu nome actual, ao ver as suas coordenadas na mesma latitude Sul que as britânicas ilhas Órcades no Atlântico norte, e renomeou algumas delas.
As ilhas continuaram a ser visitadas por caçadores de focas e de baleias, mas não se realizou nenhum levantamento detalhado até à expedição do Scotia, comandada pelo escocês William Speirs Bruce, em 1903. A expedição invernou na ilha Laurie devido ao barco ter ficado à mercê dos gelos. Bruce estudou as ilhas, reverteu algumas das mudanças de nome realizadas por Weddell e estabeleceu uma estação meteorológica. Ao zarpar o barco pondo fim à sua imobilidade, navegou em Dezembro para Buenos Aires para reabastecer. Bruce desejava a continuidade dos seus estudos, pelo que coloca à venda as instalações ao governo argentino (por $5000); na negociação deu conformidade o governo britânico, representado pelo embaixador em Buenos Aires. O presidente argentino, general Julio Argentino Roca, por decreto do 2 de Janeiro de 1904, aceitou a oferta das instalações e dispôs-se a enviar uma comissão, no Scotia, a recebê-las, com o encarregado da Estafeta Postal "Órcades do Sul", Hugo A. Acuña, criada por resolução ministerial de 20 de Janeiro de 1904 (o perito de limites Francisco Pascasio Moreno foi promotor para que se instalasse esse gabinete). Esta estação foi cedida ao Serviço Meteorológico Nacional Argentino e - expressamente - à soberania da Argentina a partir da expedição em 1904 sendo a origem da base argentina Órcades. A estação argentina está em operação, o que faz dela a localidade permanentemente habitada mais antiga da Antártida.
O diário "La Prensa" de Buenos Aires, de 16 de junho de 1904, publicou uma nota de seu correspondente na viagem do Scotia às Órcades do Sul acompanhando a comissão, com as novidades produzidas durante o mesmo, da qual se extrai o parágrafo:
... 21 de Fevereiro. Hoje foi arriada a bandeira inglesa, içando-se em seu lugar a argentina. em seguida procedeu-se à entrega formal da ilha e do Observatório à comissão argentina. À noite festejou-se o acontecimento brindando à saúde dos povos argentino e inglês. Depois houve música, cantando-se os hinos inglês e argentino pelas respectivas comissões. Finalmente fez-se um brinde à saúde dos presentes e cantou-se "Old land sing" do poeta escocês Roble Burns.
A data de transferência e da mudança de bandeira está também registada com a notícia enviada por Hugo A. Acuña para o diário "La Nación" de Buenos Aires, de 9 de julho de 1904, como também no seu próprio diário pessoal.

## Territórios reclamados
Localizados nas coordenadas 60°50' e 60°83' de latitude sul, e entre os 44°25' e 46°26' de longitude oeste, tanto a Argentina como o Reino Unido fizeram reclamações territoriais sobre as ilhas. Como estas se encontram a Sul do paralelo 60°, estão sujeitas ao Tratado Antártico, que congelou todas as reclamações de soberania.
A Argentina sustenta a sua reclamação na operação continuada da Estação Meteorológica e no argumento de que as Antilhas do Sul são os cumes emersos de uma cordilheira que é a continuação dos Andes e dos Antartandes. A tese argentina compreende todas as Antilhas do Sul, as ilhas Malvinas e o sector ou porção da Antártida situado entre o paralelo 60 S, os meridianos 25 W e 74 W até ao Polo Sul, inclusive.